# Silent Hill 2 (jeu vidéo, 2024)
Cet article concerne le remake de Silent Hill 2. Pour la version originale, voir Silent Hill 2.
Silent Hill 2 est un jeu vidéo de type survival horror développé par le studio polonais Bloober Team et édité par Konami sorti le 8 octobre 2024 sur Microsoft Windows et PlayStation 5. 
Il s'agit du remake du jeu du même nom sorti en 2001 et d'un retour de la licence Silent Hill après plus de dix ans d'absence.

## Synopsis
James Sunderland (Luke Roberts) reçoit une lettre de sa défunte femme Mary (Salóme Gunnarsdóttir (en)) morte il y a trois ans, lui demandant de la rejoindre dans la ville de Silent Hill[réf. souhaitée].

## Système de jeu
Ce remake de Silent Hill 2 est développé sur l'Unreal Engine 5 et propose un système de vue à la troisième personne par-dessus l'épaule avec une refonte du système de combat et de certaines scènes dans des environnements à plus grande échelle.

## Développement
Le jeu est officiellement annoncé par Konami en octobre 2022 sur Microsoft Windows et PlayStation 5 lors d'un Silent Hill Transmission, une émission diffusée en direct sur internet. L'exclusivité console est d'une durée d'un an. 
Une date de sortie est annoncée en mai 2024 pour le 8 octobre 2024.
La sortie du scénario bonus de Maria, Born from a Wish, est annoncée le 21 mai 2025. Le scénario bonus de Maria, Born from a Wish, a été entièrement retravaillé, toujours par Bloober Team.

## Accueil
Silent Hill 2 reçoit un accueil positif de la critique spécialisée. La version PC du jeu obtient un score de 86 % et la version PlayStation 5 obtient un score de 87 % sur Metacritic,. En outre, il obtient un score de 91 % sur OpenCritic.